# Zaccaria di Vienne
Zaccaria di Vienne, in francese Zacharie de Vienne (I secolo – Vienne, 106), fu un arcivescovo; è venerato come santo dalla Chiesa cattolica.

## Biografia
Zaccaria visse a Vienne alla fine del I secolo. Fu eletto secondo arcivescovo della arcidiocesi di Vienne. 
In quel tempo il cristianesimo non era tollerato nell'Impero Romano. Zaccaria fu martirizzato a Vienne, nel 106, dal prefetto Pompeo, durante le persecuzioni dell'imperatore Traiano.

## Culto
Il culto di San Zaccaria è locale, essendo uno dei santi patroni della città di Vienne. Il suo culto è stato confermato dalla Chiesa Cattolica Romana e si celebra il 26 maggio.